# БА-21
БА-21 — опытный советский лёгкий бронеавтомобиль. Создан в 1937—1938 на шасси опытного трёхосного автомобиля ГАЗ-21. Броневой корпус сварен из броневых катаных листов, в лобовом листе корпуса в шаровой установке смонтирован дополнительный пулемёт. Башня от БА-20 поворачивалась усилиями стрелка. Башенный пулемёт ДТ наводился по вертикали в секторе +23 град. −13 град.
Был изготовлен в единственном опытном экземпляре, который начал проходить испытания. Дальнейшая разработка и производство прекращены в связи с отказом от серийного выпуска автомобиля ГАЗ-21.
Единственный выпущенный экземпляр в настоящее время находится в Бронетанковом музее в Кубинке.